# Francesco de Layolle
Francesco de Layolle (cũng được gọi là dell'Aiolle, dell'Aiuola, dell'Ajolle, dell'Aiolli, 4 tháng 3 năm 1492-1540) là nhà soạn nhạc và nghệ sĩ organ người Ý. Ông là một trong những nhà soạn nhạc người Ý chính cống đầu tiên viết nhạc tôn giáo theo phong cách phức điệu của trường phái Những Người Hà Lan. Ông đã kết hợp phong cách này với lối hòa âm của bán đảo Ý.

## Cuộc đời
Ông được sinh ra tại Florence, Ý. Vào năm 1505, xung quanh khoảng thời gian sinh nhật lần thứ 13 của mình, Layolle tham gia vào đội hợp xướng của nhà thờ Ss. Annunziata ở quê mình. Nơi đây, ông gặp một người thầy là một nhà soạn nhạc xuất sắc đang làm việc cho Nhà Medici, ông Bartolomeo degli Organi. Thậm chí, Layolle đã cưới người chị dâu trẻ tuổi của thầy mình là Maddalena Arrighi. Vào năm 1518, ông rời khỏi Florence. Khi còn ở Florence, de Layolle là thầy giáo dạy âm nhạc của nhà điêu khắc Benvenuto Cellini, người luôn cho rằng ông là một nhà soạn nhạc và nghệ sĩ organ.
Vào năm 1521, Layolle đến thành phố Lyon vì người vợ của mình. Tuy nhiên, ông cũng nhớ những người bạn ở Florence, trong đó là một người đàn ông có âm mưu lật đổ nhà Medici vào năm 1521. Sau khi kế hoạch đã thất bại, người này đã rời khỏi Florence, tìm được nơi trú ẩn tại chính nơi ở của nhà soạn nhạc ở Lyon. Layolle chính là người duy nhất có thể giúp bạn mình tránh được nỗi sợ pháp lý. Sau đó, cả hai người đều bị kết tội in absentia, nhưng rồi nhà soạn nhạc người Ý thoát được lời kết tội đó. Nguyên do ông có được điều đó thì không rõ ràng, chỉ biết rằng sau vụ việc trên thì ông không trở lại quê hương nữa.
Công việc của Layolle ở Lyon gồm cóː
- Chơi organ ở nhà thờ lớn ở Notre Dame de Confort.
- Sáng tác và chỉnh sửa nhạc cho một vài tổ chức in ấn.

Trong công việc in ấn, ông có làm việc với hai ngườiː Jacques Moderne và Pierre Attaignant. Sự hợp tác giữa nhà soạn nhạc với hai người Pháp là tốt nhất. Các tác phẩm của Layolle chủ yếu được xuất bản bởi Moderne, tuy nhiên thì nhiều tác phẩm trong số này đã bị thất lạc.
Có thể Layolle chết vào năm 1540, tuy nhiên lại chẳng có ghi chép về việc ông qua đời và được chôn cất còn tồn tại. Một bài ca bi thảm nói về cái chết của ông được xuất bản vào năm 1540, trùng hợp là tác phẩm của ông cũng được xuất bản vào năm đó.

## Âm nhạc
Trong hoàn cảnh các tác phẩm âm nhạc của ông bị biết mất khá nhiều, về tổng quan thì ta không thể thấy đầy đủ âm nhạc của Layolle thể hiện sự tăng tiến về phong cách, giai điệu ra sao. Điều đáng buồn là 61 bản motet và ít nhất ba bản hợp xướng của ông đã không tồn tại bản sao chép.
Layolle là một trong những nhà soạn nhạc đầu tiên pha trộn phong cách Ý và Franco-Flemish. Trước đầu thế kỷ 16, hầu hết các bản nhạc tôn giáo có phức điệu đều được viết bởi những ở người sống ở các quốc gia ở phía bắc châu Âu và các nhà soạn nhạc Ý đã sử dụng tính chất phức điệu đó trong các tác phẩm thế tục của mình. Các nhà soạn nhạc Ý khi đó chỉ có duy nhất một hình mẫu duy nhất là laude spirituale. Tuy vậy, vào đầu thế kỷ 16, trong thời đại của Layolle cũng như Costanzo Festa, bắt đầu có sự hòa trộn giữa phức điệu của các nhà soạn nhạc sống ở các quốc gia phương bắc của Ý với phong cách phức điệu của Ý. Sự hòa trộn này đã đạt được kết quả ở thời đại Giovanni Pierluigi da Palestrina và Orlande de Lassus.
Hai quyển tuyển tập các bản madrigal của Layolle vẫn còn tồn tại cho đến bây giờ. Một số được viết bằng tiếng Ý, số khác lại được viết bằng tiếng Pháp. Các tác phẩm này gần gũi với phong cách của các bản chanson đương đại hơn là phong cách của các bản madrigal đã được Ý hóa.

## Tác phẩm
Lasciar il velo